# Michael Rind

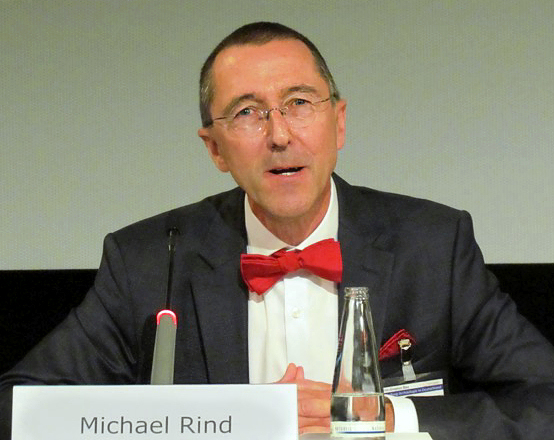
Michael Rind, 2018

Michael Maria Rind (* 14. März 1959 in Duisburg) ist ein deutscher Prähistorischer Archäologe. Er ist seit 2009 Leiter der LWL-Archäologie für Westfalen und der Landesarchäologe für Westfalen.

## Leben
Nach Schulzeit und Abitur in Duisburg und Steinfeld studierte Rind 1977 bis 1984 an der Universität Münster Ur- und Frühgeschichte, Klassische Archäologie, Kunstgeschichte und Volkskunde und schloss 1984 seine Dissertation über die urnenfelderzeitliche Siedlung von Dietfurt/Oberpfalz ab. Im Anschluss war er als wissenschaftliche Hilfskraft im Seminar für Ur- und Frühgeschichte in Münster tätig. Von 1985 bis 1988 erstellte er im Auftrag des Bayerischen Landesamtes für Denkmalpflege drei Publikationen über Siedlungsgrabungen am Main-Donau-Kanal. Ab 1989 leitete er das Grabungsbüro des Bayerischen Landesamtes für Denkmalpflege in Kelheim und führte zahlreiche Ausgrabungen durch. 1993 bis 2008 war er Leiter der Kreisarchäologie beim Landkreis Kelheim. Rind führte von 1990 bis 2005 ein Forschungsprojekt zur befestigten Höhensiedlung am Weltenburger Frauenberg (Kleinkastell Weltenburg-Frauenberg) durch, deren Ergebnisse in zwei Monographien veröffentlicht wurden. Von 1998 bis 2008 leitete er ein DFG-Projekt im neolithischen Feuersteinbergwerk von Abensberg-Arnhofen. 2006 bis 2008 war er für das von der EU geförderte Projekt „Archäologiepark Altmühltal“ verantwortlich. In der Zeit als Kommunalarchäologe in Niederbayern hat er außerdem zahlreiche archäologische Sonderausstellungen konzipiert.
Seit 2009 ist Rind als Direktor der LWL-Archäologie für Westfalen beim Landschaftsverband Westfalen-Lippe angestellt. Zu seinem Zuständigkeitsbereich gehört neben der archäologischen Bodendenkmalpflege im östlichen Teil Nordrhein-Westfalens die Verantwortlichkeit für die drei archäologischen Museen des LWL in Haltern, Herne und Paderborn.

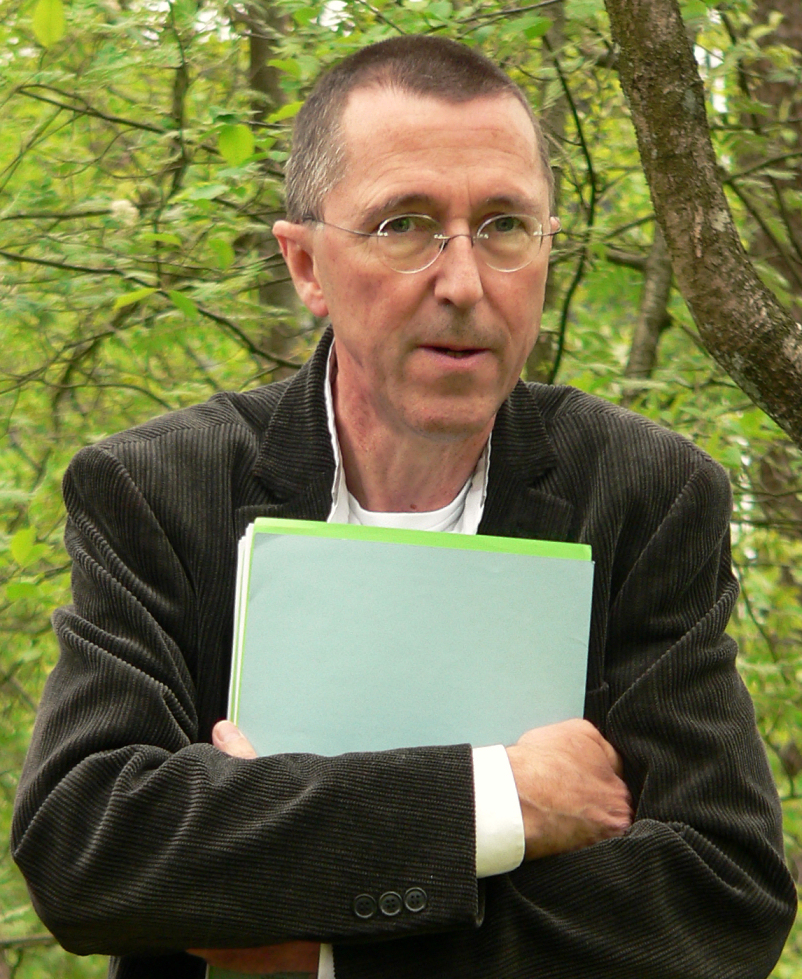
Michael Rind, 2019

Von 1995 bis 2008 erhielt Rind Lehraufträge an der Universität Regensburg, an der Universität Bamberg und der Universität Innsbruck. Im Februar 2000 habilitierte er sich an der Universität Regensburg mit einer Arbeit zum Thema „Die befestigte Höhensiedlung auf dem Weltenburger Frauenberg und ihre Bedeutung im Siedlungsgefüge der mitteleuropäischen Bronzezeit“. Im Anschluss war er als Privatdozent an der Universität Regensburg tätig und übernahm 2002/03 am Lehrstuhl für Vor- und Frühgeschichte eine Vertretungsprofessur. Im Wintersemester 2003/04 war Rind Gastprofessor am Institut für Ur- und Frühgeschichte der Universität Wien. Im Sommersemester 2006 erfolgte seine Ernennung zum außerplanmäßigen Professor an der Universität Regensburg. Seit dem Wintersemester 2010 ist er außerplanmäßiger Professor an der Universität Münster. Seit 2012 war er stellvertretender Vorsitzender und von 2015 bis 2024 in Nachfolge von Jürgen Kunow Vorsitzender des Verbandes der Landesarchäologen. Seit September 2013 gehört er dem Vorstand des Deutschen Verbands für Archäologie (DVA) an. Außerdem sitzt er seit 2017 im wissenschaftlichen Beirat des Ludwig Boltzmann Instituts für Archäologische Prospektion und Virtuelle Archäologie.
Rind hat acht Monographien und über 150 Aufsätze verfasst. Als Herausgeber ist er für mehrere wissenschaftliche Reihen verantwortlich. Seine Hauptforschungsschwerpunkte sind die neolithische Montan- und die bronzezeitliche Siedlungsarchäologie.

## Veröffentlichungen (Auswahl)
- Die urnenfelderzeitliche Siedlung von Dietfurt, Oberpfalz (= British Archaeological Report. International Series. 377). BAR, Oxford 1987, ISBN 0-86054485-0 (Zugleich: Münster, Universität, Dissertation, 1984).
- Kanalarchäologie im Altmühltal. Leidorf, Buch am Erlbach 1988, ISBN 3-924734-61-5.
- Ausgrabung „Kanal II“ des Bayer. Landesamts für Denkmalpflege 1980 (= Archäologie am Main-Donau-Kanal. 3). Leidorf, Buch am Erlbach 1994, ISBN 3-924734-65-8.
- Die vorgeschichtliche Siedlung bei Prunn, Gde. Riedenburg, Lkr. Kelheim, Niederbayern (= Archäologie am Main-Donau-Kanal. 5). Leidorf, Buch am Erlbach 1994, ISBN 3-924734-67-4.
- Ausgrabung „Kanal IV“ des Bayer. Landesamts für Denkmalpflege 1980/81 (= Archäologie am Main-Donau-Kanal. 6). Leidorf, Buch am Erlbach 1994, ISBN 3-924734-68-2.
- Menschenopfer. Vom Kult der Grausamkeit. Universitäts-Verlag Regensburg, Regensburg 1996, ISBN 3-930480-64-6.
- Der Frauenberg oberhalb Kloster Weltenburg I. Höhenbefestigungen der Bronze- und Urnenfelderzeit (= Regensburger Beiträge zur prähistorischen Archäologie. 6, 1–2). 2 Teilbände. Universitäts-Verlag Regensburg u. a., Regensburg 1999, ISBN 3-930480-25-5 (Zugleich: München, Universität, Habilitationsschrift 1999: Die befestigte Höhensiedlung auf dem Weltenburger Frauenberg und ihre Stellung im Siedlungsgefüge der mitteleuropäischen Bronzezeit.).
- Der Frauenberg oberhalb Kloster Weltenburg II. Höhenbefestigungen der Bronze- und Urnenfelderzeit (= Regensburger Beiträge zur prähistorischen Archäologie. 16, 1–2). 2 Teilbände. Universitäts-Verlag Regensburg u. a., Regensburg 2006, ISBN 978-3-930480-49-4.
- Zur Problematik der Archivierung archäologischer Funde. Archäologische Informationen 38, 2015, 213–218 ( auf journals.ub.uni-heidelberg.de)